# Saint-Cyr-en-Val
Saint-Cyr-en-Val é uma comuna francesa na região administrativa do Centro, no departamento Loiret. Estende-se por uma área de 44,35 km². Em 2010 a comuna tinha 3 378 habitantes (densidade: 76,2 hab./km²).